# Nikki Bella
Stephanie Nicole Garcia-Colace (San Diego, California, 21 de noviembre de 1983) es una luchadora profesional activa y celebridad de televisión estadounidense, más conocida en la WWE bajo el nombre de Nikki Bella. En junio de 2007, firmó con la WWE y fue asignada al territorio de desarrollo de Florida Championship Wrestling (FCW) junto a su hermana gemela Brie Bella, formando el dúo The Bella Twins. Hizo su debut en SmackDown en noviembre de 2008. Es dos veces ganadora del WWE Divas Championship, siendo la poseedora del récord con el reinado más duradero en la historia del título. Es considerada una leyenda y una de las luchadoras más importantes en toda la historia de la WWE.
En 2015, Bella se ubicó en el primer puesto en el Female 50 de Pro Wrestling Illustrated en noviembre y fue nombrada Diva del Año por Rolling Stone en diciembre. También ganó el premio a Mejor Atleta Femenina junto a su hermana en los Teen Choice Awards en 2016.

## Primeros años
Nacida dieciséis minutos antes de su hermana gemela, Brianna, siendo sus padres Jon Garcia y Kathy Colace, García-Colace nació en San Diego, California y se crio en una granja en Scottsdale, Arizona. Es de ascendencia mexicana e italiana. Entusiastas del fútbol, ella junto con su hermana gemela jugaron para el club de Scottsdale en la escuela primaria. Se graduó de la Escuela Secundaria Chaparral en 2002. Volvió entonces a San Diego para la universidad donde jugó al fútbol para la Grossmont College, pero volvió a Los Ángeles un año más adelante, donde trabajó como camarera en el Hotel Mondrian mientras que intentaba encontrar a un agente.
Tiempo después comenzó a modelar, actuar y hacer trabajos promocionales. Hizo su primera aparición en la televisión nacional en el programa de Fox, Meet My Folks. Después de esta aparición, las hermanas fueron contratadas para ser las gemelas de la World Cup Twins para Budweiser siendo fotografiadas sosteniendo el trofeo de la World Cup. Ambas fueron concursantes en el 2006 del «International Body Doubles Twins Search». Participaron más adelante en WWE Diva Search de 2006, pero fueron eliminadas.

## Carrera de lucha profesional

### WWE

#### Florida Championship Wrestling (2007–2008)
Nicole firmó un contrato de desarrollo con su hermana por la World Wrestling Entertainment (WWE) en junio de 2007 y fue asignada a Florida Championship Wrestling (FCW),  el entonces territorio de desarrollo de la WWE, en Tampa, Florida. El 15 de septiembre de 2007, las gemelas hicieron su debut en el ring. Apodadas The Bella Twins, derrotaron a Nattie Neidhart y Krissy Vaine con Victoria Crawford como árbitro invitado especial. Rápidamente inició una rivalidad guionada con Neidhart y Crawford, compitiendo en una serie de partidos contra ellas a lo largo de octubre de 2007. Como parte de sus personajes en pantalla, ella y su hermana Brie cambiarían de lugar detrás de la espalda del árbitro si uno de ellos resultara herido. Ella también compitió ocasionalmente en partidos del equipo de la etiqueta mezclada, haciendo equipo con los luchadores masculinos incluyendo Kofi Kingston and Robert Anthony. También hizo algunas apariciones de no-lucha en el segmento promocional Happy Hour de Heath Miller.
A partir de diciembre de 2007, ella manejó a Derrick Linkin, pero esta historia fue cortada cuando Linkin fue lanzado en enero de 2008. Ella y Brie entonces reanudaron su feudo con Neidhart y Crawford, luchando con ellos durante gran parte de 2008. Después de que Neidhart fue convocada a la lista de la WWE en abril de 2008, Milena Roucka tomó su lugar en la pelea. Nikki también compitió en concursos de bikini, y luchó contra otros competidores incluyendo a Katie Lea Burchill y Daisy. La última aparición de Nikki en la FCW fue el 2 de septiembre, cuando compitió en una batalla real de Divas ganada por Miss Angela.

#### The Bella Twins (2008–2011)
En el episodio del 29 de agosto de 2008 de SmackDown, Brianna debutó como Brie Bella y derrotó a Victoria. Rápidamente comenzó una rivalidad de guion con Victoria y la cómplice de Victoria, Natalya, y tuvo una serie de partidos contra ellas. En cada partido, Brie saldría del ring e iría por debajo, emergiendo y apareciendo revivida, y luego ganaría el partido. En el episodio del 31 de octubre de SmackDown, cuando Brie pasó por debajo del ring, Victoria le agarró las piernas, pero un segundo par de piernas la expulsó, lo que implicaba que una segunda persona estaba bajo el ring. La semana siguiente en SmackDown, Brie consiguió una victoria contra Victoria y luego corrió bajo el ring para escapar de Natalya y Victoria, pero ambas alcanzaron a Brie debajo del ring, resultando en Nicole y Brie siendo sacadas. Las gemelas luego las atacaron y celebraron después. Nicole fue presentada como Nikki Bella. Las gemelas tuvieron su primer partido oficial como equipo en el episodio del 21 de noviembre de SmackDown, derrotando a Victoria y Natalya. Continuaron compitiendo en los partidos del equipo de etiqueta durante los meses siguientes.

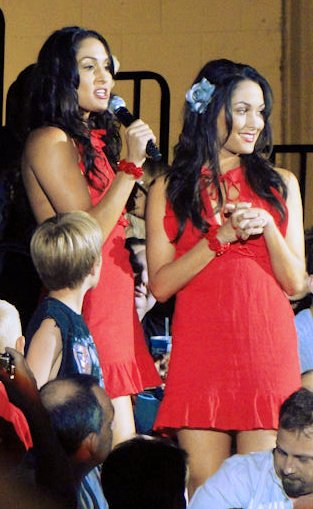
Durante su primera etapa con WWE, ambas gemelas solían vestirse con atuendos similares, como se ve aquí.

A partir de noviembre, las gemeas desarrollaron una relación en pantalla con The Colóns (Carlito y Primo), apareciendo en numerosos segmentos de backstage con ellos, y acompañándolos al ring. En febrero de 2009, la historia se amplió para incluir a John Morrison & The Miz, quienes coquetearon con los Bellas y las llevaron en una cita para el Día de San Valentín. La fecha provocó una rivalidad entre los equipos de The Miz y Morrison y Primo y Carlito, con los cuatro compitiendo por el afecto de las gemelas, quienes aparentemente eran incapaces de elegir entre ellos. El 17 de marzo, en ECW, Carlito y Primo, con el objetivo de Morrison y The Miz, accidentalmente escupió manzanas en la cara de Brie. Nikki comenzó a reírse de la desgracia de Brie, y una pelea estalló entre las dos, lo que llevó a Nikki a salir con The Miz y Morrison, mientras Brie se quedó con Primo y Carlito. Brie ganó su primer partido sobre Nikki en un partido de seis personas intergénero equipo de etiqueta en SmackDown la semana siguiente. En ECW el 31 de marzo, Nikki clavó a Brie en su primer partido de individuales entre sí, después de una distracción de Morrison y The Miz.
El 15 de abril de 2009, The Bella Twins fueron nominadas a la marca Raw como parte del draft suplemental de 2009. El 27 de abril, Brie hizo su debut en el ring en un torneo de ocho Diva, que su equipo ganó. Nikki también hizo una aparición, reunirse con su gemela, ya que estaba bajo el ring para ayudar a Brie durante el partido. Nikki luego hizo su debut en el ring para la marca el mes siguiente en una batalla real, pero fue eliminado por Beth Phoenix.
El 29 de junio de 2009, ambas fueron negociadas a la marca ECW. Debutaron en ECW la noche siguiente en The Abraham Washington Show, como las invitadas especiales. Rápidamente desarrollaron una disputa con Katie Lea Burchill, cuando Nikki la derrotó en un partido cambiando de lugar con Brie detrás de la espalda del árbitro. La semana siguiente en Superstars, Brie derrotó a Burchill de una manera similar, y la pelea terminó en septiembre, cuando Nikki derrotó a Burchill en Superstars.

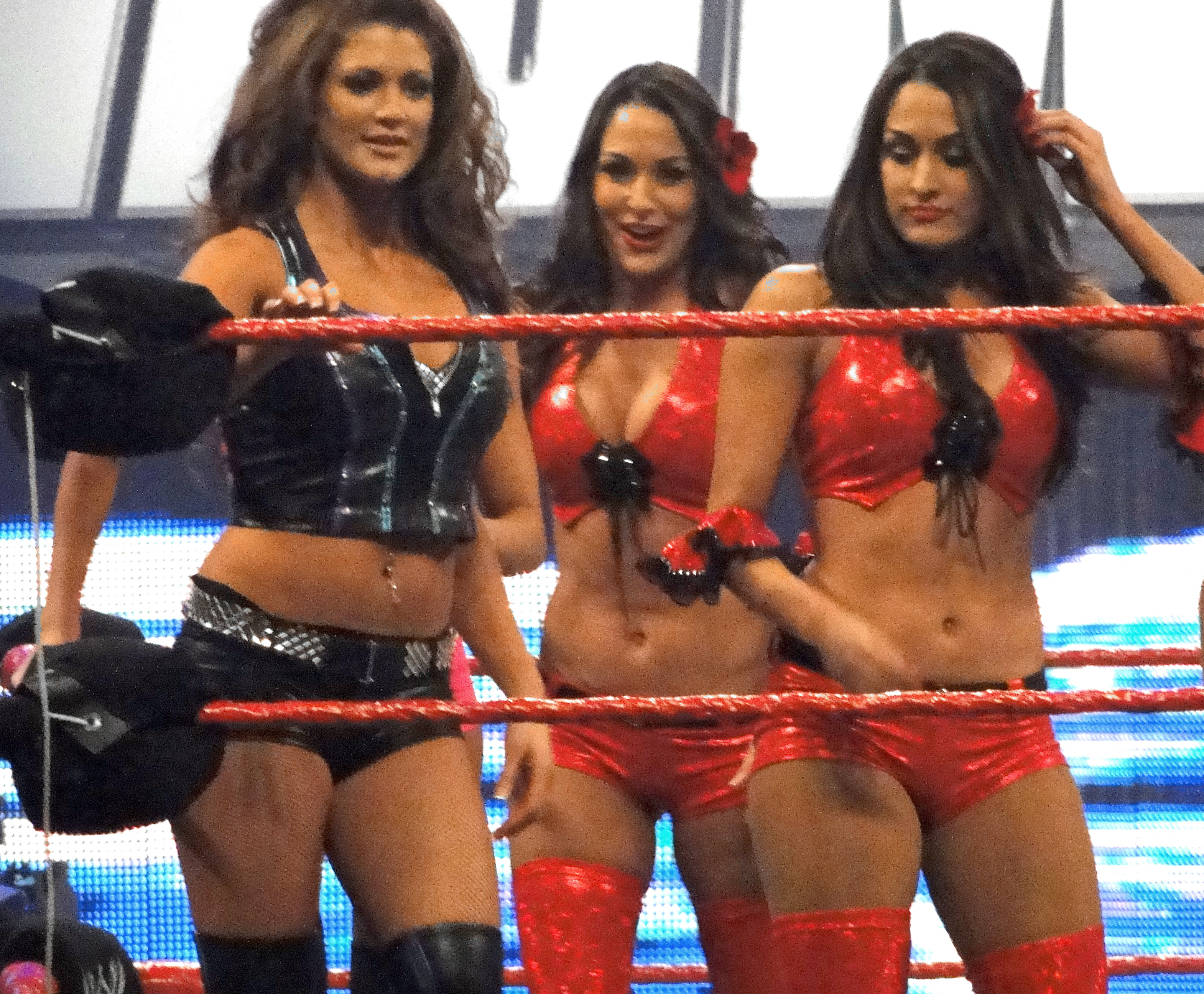
The Bella Twins junto a Eve Torres en 2010.

El 12 de octubre, las Bellas fueron cambiadas nuevamente a Raw como parte de un comercio Divas de tres marcas, donde aparecieron predominantemente en los segmentos tras bambalinas con las estrellas invitadas semanales y solo ocasionalmente competían en partidos. En el episodio del 4 de enero de 2010 de Raw, Brie participó en un torneo para la vacante de WWE Divas Championship, pero perdió ante Maryse en la primera ronda, cuando un cambio resultó en que Nikki fuera golpeada. En junio de 2010, desarrollaron una pelea con Jillian Hall, cuando Brie la derrotó después de cambiar de lugar con Nikki. La semana siguiente, Nikki derrotó Hall después de cambiar con Brie. La pelea se agravó cuando las Bellas actuaron como árbitros invitados especiales durante uno de los partidos de Hall. Durante el partido, Hall atacó a ambas gemelas, pero perdió el partido cuando Nikki hizo un conteo rápido, permitiéndole ser atrapado por Gail Kim. La semana siguiente en Superstars, las gemelas derrotaron a Hall y a Maryse en un partido de equipo de etiqueta para terminar el argumento.
El 31 de agosto, The Bella Twins anunció que serían parte de la tercera temporada de NXT, asesorando a Jamie. Jamie fue la primera novata Diva eliminada en el episodio del 5 de octubre de NXT. En noviembre, las gemelas comenzaron un argumento con Daniel Bryan, cuando Brie lo acompañó al ring para su partido. Después de su victoria, Nikki salió corriendo y las das lucharon por el afecto de Bryan, hasta que Bryan la rompió y las obligó a abrazarse. Comenzaron a manejar a Bryan y lo acompañaron frecuentemente al ring durante los próximos dos meses. En enero de 2011, ambas Bellas se convirtieron en villanas, cuando descubrieron a Bryan besando a Gail Kim entre bastidores y la asaltaron. Continuaron atacando a Kim, tanto en el Royal Rumble como en Raw, y el 7 de febrero se unieron a Melina en un esfuerzo perdedor para Kim, Eve Torres y Tamina.

#### Campeona de Divas (2011–2012)

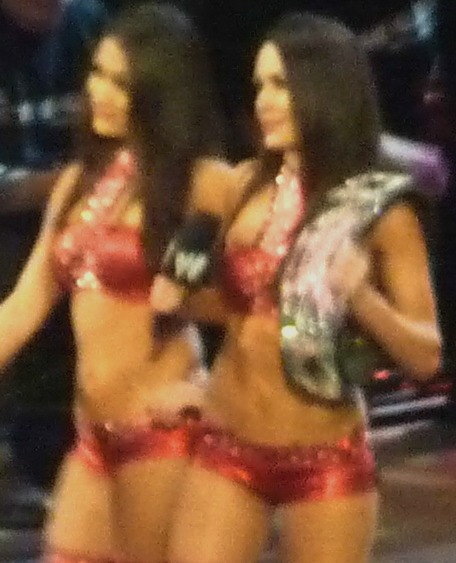
Brie Bella como Campeona de Divas (derecha) con Nikki Bella (izquierda) en abril de 2011.

The Bellas began  comenzaron a pelear con Eve Torres después de que aparecieran como lumberjills durante un partido de Divas Championship entre Torres y Natalya en el episodio del 14 de febrero de Raw. Después del partido, atacaron Torres detrás del escenario antes de que Gail Kim y Natalya los detuvieran. La semana siguiente, las gemelas derrotaron a Torres y Kim en un partido del equipo de etiqueta. La semana siguiente, Nikki ganó una batalla real para convertirse en el contendiente número uno para el Divas Championship,y sin éxito desafió a Torres para el campeonato el 7 de marzo. El 11 de abril, Nikki ayudó a Brie a derrotar a Torres para ganar el Divas Championship, marcando la primera vez que ambas gemelas habían celebrado un campeonato en la WWE. Nikki ayudó a Brie una vez más, esta vez para defender con éxito el campeonato contra Kelly Kelly en Over the Limit, después de cambiar de lugar con Brie. Sin embargo, Brie perdió el campeonato contra Kelly en un episodio especial de "Power to the People" de Raw el 20 de junio, terminando su reinado a los 70 días, y no recuperarlo el 17 de julio en una revancha contra Kelly en Money in the Bank.
Las gemelas pasaron la mayor parte del resto del año en los partidos de equipo de etiqueta, enfrentando regularmente a Kelly y Torres. comenzaron a mostrar fricción por segunda vez desde que se unieron a la WWE en marzo de 2012, después de que ambos gemelos perdieran ante AJ Lee en la competición de individuales. Después del partido de Brie con Lee, Nikki reveló que Brie estaba arraigando para el Equipo Johnny en el equipo de etiqueta de 12 hombres en WrestleMania XXVIII, mientras que Nikki estaba arraigando para el Equipo Teddy, fomentando así su disensión.
En el episodio del 6 de abril de SmackDown, Nikki derrotó a la campeona de Divas Champion, Beth Phoenix, en un partido sin título, después de que Kelly Kelly distrajo a Phoenix. El 23 de abril, Nikki derrotó a Phoenix en un partido de lumberjill en Raw para ganar el Divas Championship por primera vez. Brie perdió el campeonato de Nikki ante Layla en Extreme Rules después de que Twin Magic falló, terminando su reinado de Divas Championship después de sólo una semana. La noche siguiente en Raw, compitieron en su último partido con la WWE, no recuperando el Divas Championship de Layla en un triple amenaza. Más tarde esa noche, WWE anunció en su página web que las gemelas habían sido despedidos por la Administradora Ejecutiva, Eve Torres.

### Circuito independiente (2012-2013)
El 1 de mayo de 2012, las gemelas aparecieron en su primer show independiente de lucha libre en Newburgh, Nueva York en Northeast Wrestling. Más tarde aparecieron para CTWE Pro Wrestling en la Season Beatings pago por visión el 15 de diciembre, cada una acompañada de un luchador diferente al ring.

### Regreso a WWE

#### Total Divas(2013–2014)

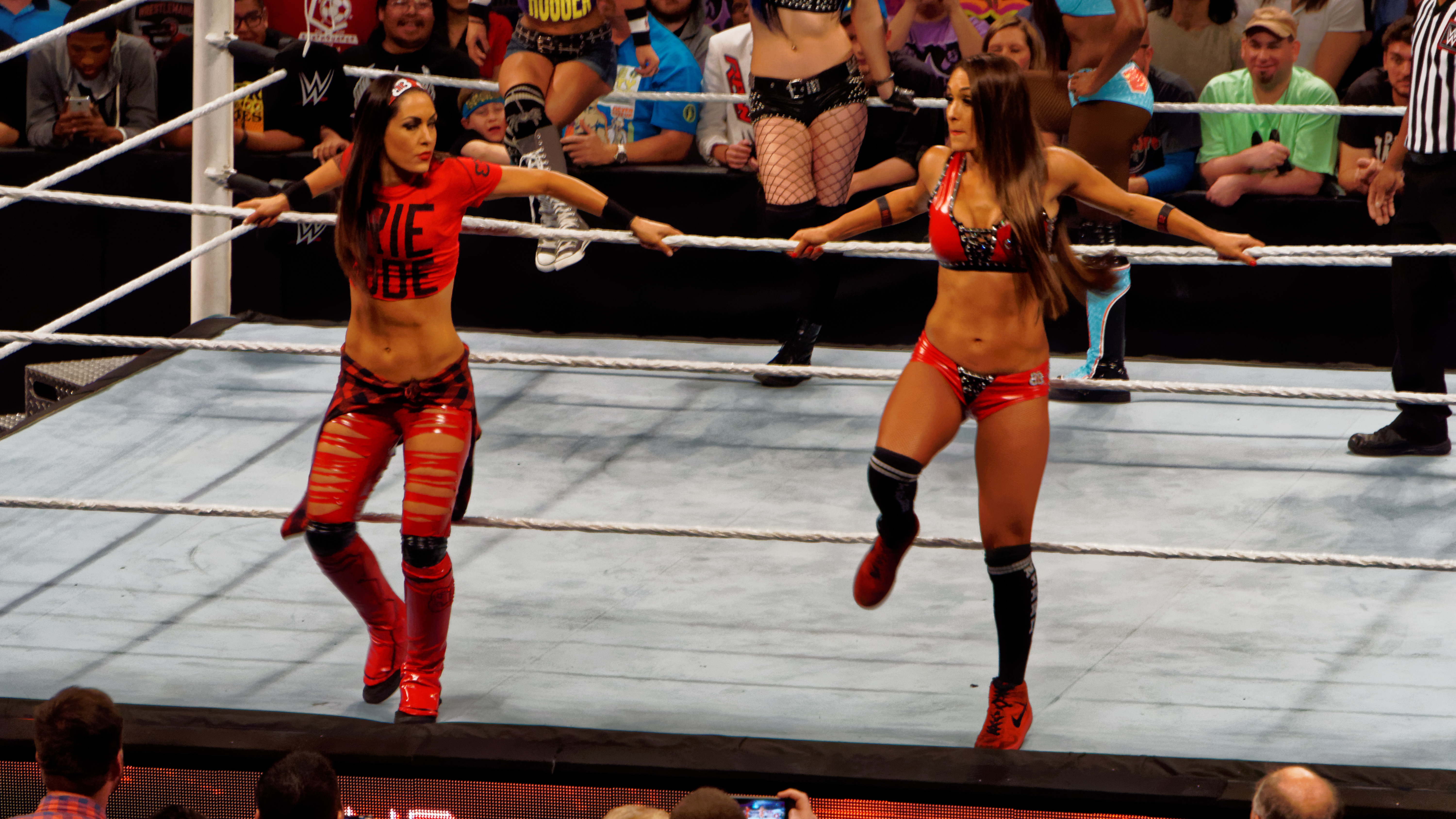
Después de regresar WWE, las gemelas comenzaron a vestirse con atuendos diferentes, como se ve aquí.

The Bella Twins regresaron a WWE el 11 de marzo de 2013, el episodio de Raw en un segmento tras bambalinas con Team Rhodes Scholars (Cody Rhodes y Damien Sandow). En el episodio del 15 de marzo de SmackDown, las gemelas atacaron a los The Funkadactyls (Cameron y Naomi), y la semana siguiente interfirieron en los partidos entre el Team Rhodes Scholars y Brodus Clay y Tensai, pero fueron atacadas por The Funkadactyls. Las gemelas hicieron su regreso en el ring y derrotaron a The Funkadactyls en el episodio del 27 de marzo del Main Event después de la interferencia de Cody Rhodes, y también las derrotaron en Raw cinco días después. The Bella Twins estaban programadas para participar en un combate de equipo de ocho personas con Team Rhodes Scholars contra Tons of Funk (Clay y Tensai) y The Funkadactyls en WrestleMania 29, pero el partido fue cancelado debido a restricciones de tiempo, y en su lugar tuvo lugar la noche siguiente en Raw, donde The Bella Twins y Team Rhodes Scollars fueron derrotados. Las gemelas continuaron su pelea con The Funkadactyls a lo largo de abril, derrotándolos en el equipo de etiqueta estándar, y seis partidos de equipo de etiqueta de Divas. En junio, Nikki sufrió una fractura de tibia.
Tras el debut del programa de telerrealidad Total Divas en julio, The Bellas regresaron y comenzaron a pelear con su coestrella en el programa, Natalya. Brie y Natalya pasaron a intercambiar victorias en la competencia en solitario en Raw y SummerSlam. El elenco de Total Divas luego pasó a una pelea con guion con la Divas Champion, AJ Lee, quien se burló de la serie y el elenco, mirando las caras de las Bellas en el proceso. Nikki regresó a la acción en el ring el 25 de octubre episodio de SmackDown,  perdiendo ante Lee. En Survivor Series el mes siguiente, los gemelos formaban parte del victorioso Team Total Divas. En el episodio del 9 de diciembre de Raw, las gemelas fueron galardonadas con los Premios Slammy por Diva del Año.
El 6 de abril de 2014, Nikki compitió en WrestleMania XXX en el 14-Diva «Vickie Guerrero Invitational match» para el Divas Championship, que fue ganado por la campeona defensora AJ Lee. El mismo mes, Brie se involucró en la historia de su esposo Daniel Bryan con Stephanie McMahon y Kane, donde, como parte de la historia, McMahon amenazó con despedir a Brie si, un lesionado, Bryan no renunciaba al WWE World Heavyweight Championship en Payback, lo que obligó a Brie a «dejar» la WWE antes de golpear a McMahon en la cara. Después de que Brie renunciara, McMahon colocó a Nikki en varios handicap match como castigo. Después de un mes de ausencia, Brie volvió a la televisión de WWE, apareciendo en la multitud el 21 de julio; después de una confrontación, McMahon dio una bofetada a Brie y posteriormente fue arrestado. Con el fin de tener Brie dejar de lado los «cargos», Brie fue contratada y recibió un partido contra McMahon en  SummerSlam.
En el pay-per-view, Nikki se volvió una heel atacando a Brie, lo que permitió a McMahon ganar el partido. Las siguientes semanas se vio a las gemelas pelear en varios segmentos detrás del escenario y en el ring, incluida una aparición especial de Jerry Springer en Raw el 8 de septiembre. Como parte del argumento, McMahon declaró a Nikki la cara de la División de Divas y le concedió un partido en la Noche de Campeones para el Divas Championship, que ella no pudo ganar. Nikki obtuvo permiso para comenzar a obligar a Brie a competir en partidos de handicap, similar a su castigo en manos de McMahon, aunque Brie fue capaz de ganarlos. Esto llevó a un partido entre las gemelas en Hell in a Cell, donde el perdedor se vio obligado a convertirse en el asistente personal del ganador durante 30 días, en el que Nikki derrotó a Brie. Cinco días después en SmackDown, Nikki ganó una batalla real de disfraces de Halloween para convertirse en el contendiente número uno para el Divas Championship.

#### Reinado más largo como Campeona de Divas (2014–2015)
Nikki recibió su partido por el título contra AJ Lee el 23 de noviembre en Survivor Series, que ganó con la ayuda de Brie para convertirse en dos veces Divas Champion. El dúo se había reconciliado en este punto, con Brie también convirtiéndose a heel en el proceso. Nikki siguió reteniendo su campeonato en tres ocasiones distintas: contra Lee en una revancha el 14 de diciembre en TLC: Tables, Ladders & Chairs, contra Naomi dos días después en SmackDown, y contra Paige en Fastlane el 22 de febrero de 2015. Paige y Lee entonces formaron una alianza contra Bellas, que llevó a un partido de equipo de etiqueta en WrestleMania 31, donde Lee y Paige fueron victoriosas.

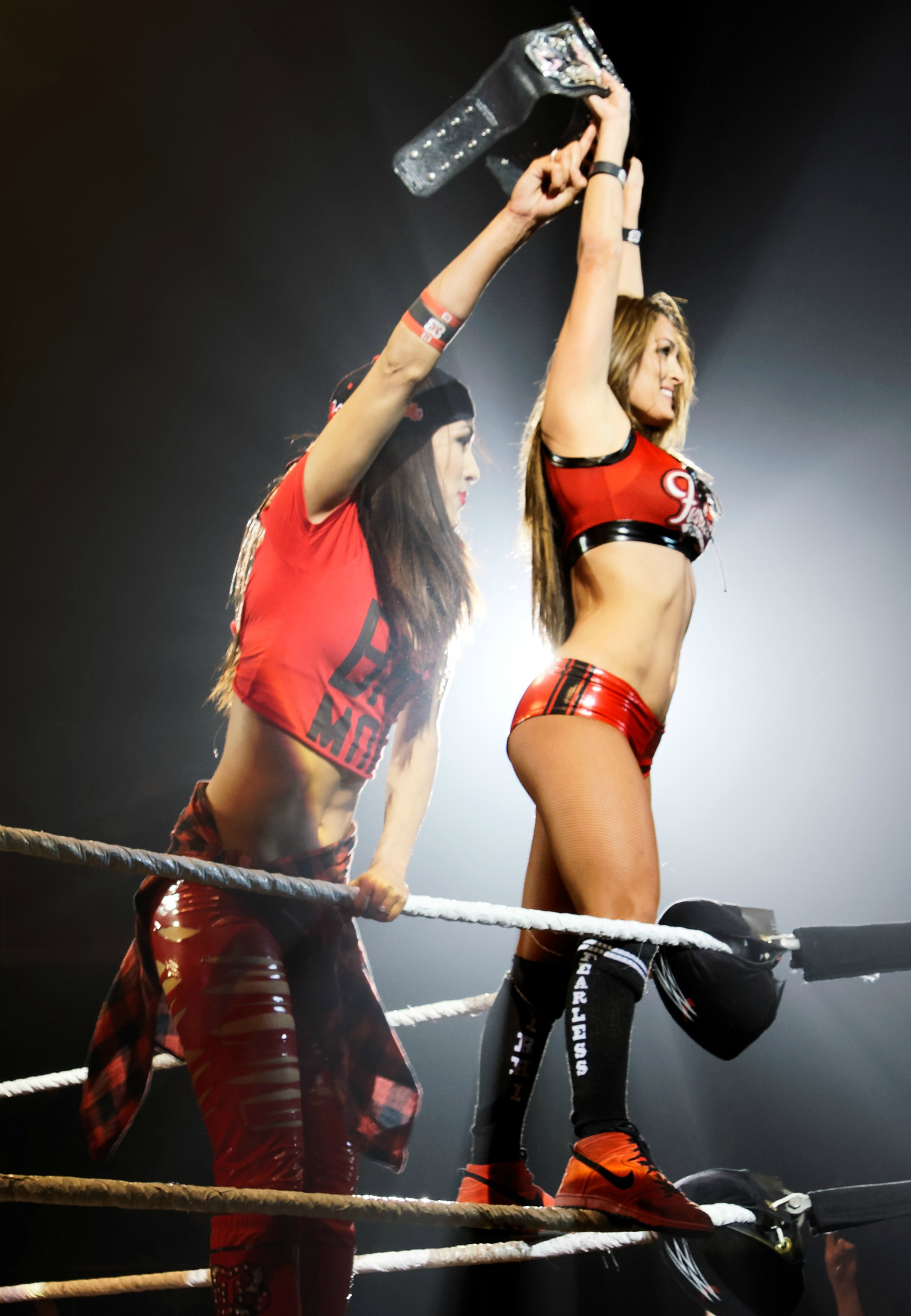
Nikki (derecha) como Campeona de Divas, posando junto a Brie (izquierda) en 2015.

El 26 de abril, después de que Nikki, con la ayuda de Brie, nuevamente conservara su título contra Naomi en Extreme Rules comenzó una pelea, con Naomi alineándose con Tamina regresando incluso a las probabilidades contra Bellas, quienes comenzaron a mostrar características más heroicas. Este cambio en el carácter fue criticado como «repentino», «aleatorio» y «sin ninguna razón». Esto llevó a un partido de equipo de etiqueta entre los dos equipos el 17 de mayo en Payback, donde Naomi y Tamina resultaron victoriosas. Dos semanas más tarde en la Elimination Chamber, Nikki conservó su título contra Naomi y Paige en una triple amenaza, con Brie prohibida desde el ringside.
En junio, The Bella Twins se convirtieron en villanos una vez más empleando el Twin Magic, que ayudó a Nikki a conservar el título contra Paige en el episodio del 1 de junio de Raw y en Money in the Bank. Durante la pelea con Paige, Alicia Fox se alió con ellas para formar el Team Bella. En The Beast in the East el 4 de julio, Nikki conservó el título contra Paige y Tamina. Después de semanas de Team Bella superando a Paige, Naomi y Tamina, Stephanie McMahon llamó a una «revolución» en la división WWE Divas e introdujo a la debutante Charlotte y Becky Lynch como aliados de Paige, mientras que la NXT Women's Champion Sasha Banks debutó como un aliado a Naomi y Tamina, que condujo a una pelea entre los tres equipos. Nikki luego perdió ante Charlotte en un partido de equipo de etiqueta en el episodio del 3 de agosto de Raw, y a Banks en el episodio del 17 de agosto de Raw en un partido sin título. Los tres equipos se enfrentaron el 23 de agosto en SummerSlam en un partido de eliminación de tres equipos, en el cual el Team Bella eliminó primero al Team B.A.D., antes de la victoria del Team PCB.
En el episodio del 14 de septiembre de Raw, Nikki defendió su título contra Charlotte, quien clavó a Brie después de que las gemelas habían cambiado de lugar para ganar el partido, sin embargo, ya que el título no puede cambiar de manos por la descalificación, Nikki conservó el campeonato, y en el proceso, se convirtió en el nuevo campeón de divas más largo en la historia, superando el récord anterior de AJ Lee de 295 días. Nikki dejó caer el campeonato a Charlotte el 20 de septiembre en Night of Champions, terminando su reinado en 301 días, y no logró recuperar el título en una revancha el 25 de octubre en Hell in a Cell.
Poco después, Nikki tomó un descanso de la televisión debido a una lesión en el cuello que requeriría cirugía, pero regresó por una noche el 21 de diciembre para aceptar el Slammy Award por Diva del Año. Nikki hizo una breve aparición en el evento WrestleMania 32 event el 3 de abril de 2016, celebrando con Brie después de ganar un partido de equipo de 10 divas. En junio, Nikki confirmó que ya no usaría su maniobra Rack Attack y comenzó a entrenar con el esposo de su hermana, Daniel Bryan, a quien ella anunció le estaba enseñando un nuevo movimiento final. El 21 de julio, fue revelada para ser autorizada para la competencia dentro del ring y continuó su entrenamiento en el WWE Performance Center.

#### Varias historias y retiro (2016–2018)

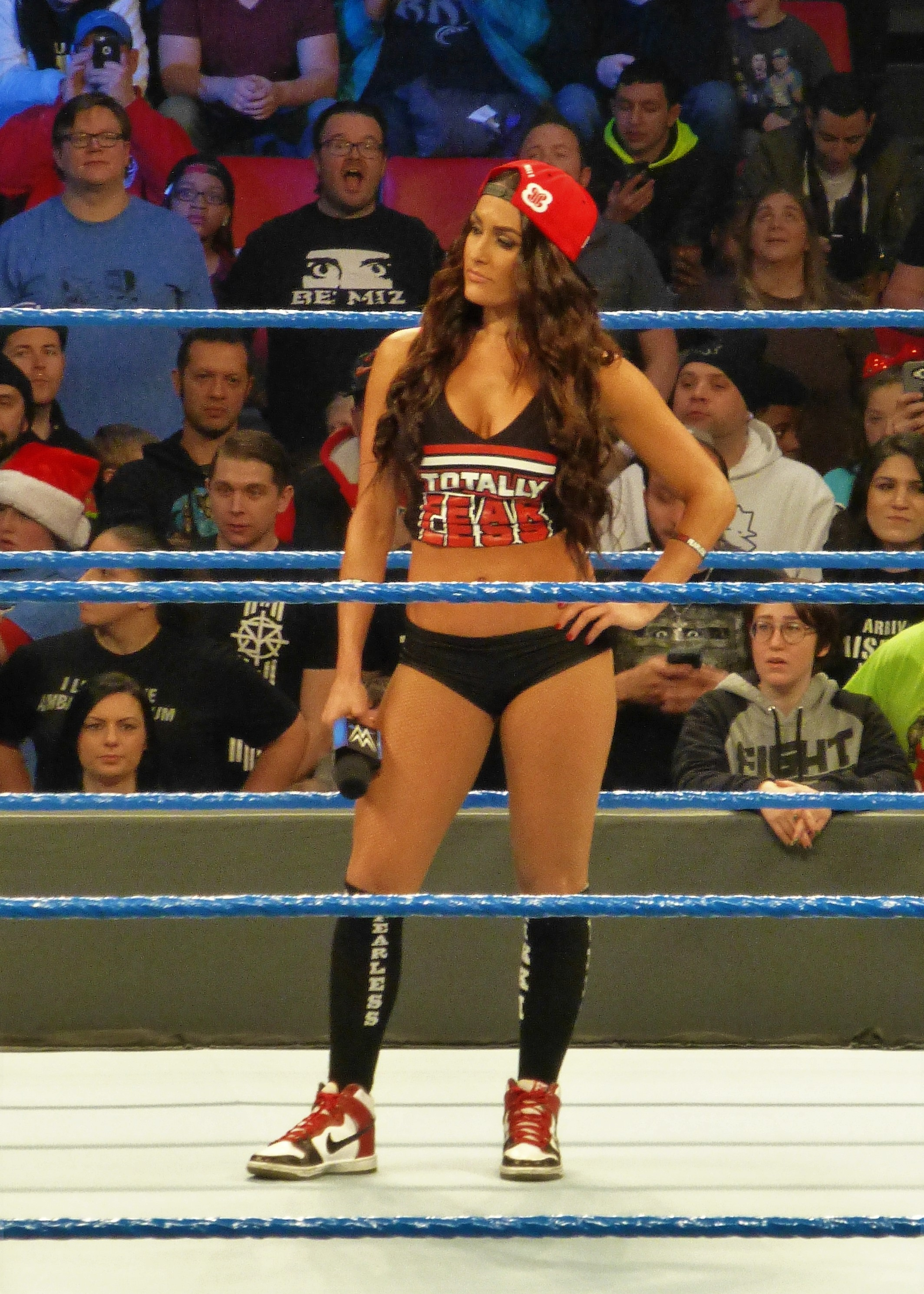
Bella diciembre de 2016.

Después de diez meses de inactividad, Bella regresó por sorpresa como villana en SummerSlam el 21 de agosto de 2016, donde reemplazó a Eva Marie y se unió a Natalya y Alexa Bliss contra Becky Lynch, Naomi, y Carmella a quienes derrotado después de que Bella atacara a Carmella. Esto provocó una enemistad entre Bella (quien se estableció como parte de la marca SmackDown) y Carmella, y también restableció a Bella como una face de marca en el proceso. Simultáneamente con su enemistad con Carmella, Bella participó en un desafío de eliminación de seis para determinar a la ganadora de WWE SmackDown Women's Championship el 11 de septiembre en Backlash, donde eliminó a Natalya pero fue eliminada por Carmella. Bella finalmente se vengó cuando derrotó a Carmella el 9 de octubre en No Mercy y también el 4 de diciembre en TLC: Tables, Ladders & Chairs en un combate sin descalificación, para poner fin a su enemistad.
En noviembre, después de derrotar a Natalya, Bella se convirtió en la capitana del equipo SmackDown para el tradicional combate de eliminación de cinco contra cinco en Survivor Series. Sin embargo, en el evento, fue reemplazada por Natalya, después de que alguien la atacó tras bambalinas antes del partido. En diciembre, justo después de que terminó su enemistad, Carmella reveló a Natalya como la atacante, quien finalmente lo confirmó con la razón principal del éxito de Bella y la caída de Natalya en la compañía. A principios de 2017, ambas mujeres seguían atacándose entre sí dentro del ring y entre bastidores, lo que condujo a un combate en  Elimination Chamber que terminó en una doble cuenta regresiva. En una revancha que tuvo lugar en el episodio del 21 de febrero de SmackDown, Natalya derrotó a Bella en un combate después de que Maryse atacó a Bella con un tubo de plomo porque Bella accidentalmente se tropezó con ella en el área de maquillaje entre bastidores durante su combate con Natalya.
El ataque de Maryse provocó una disputa entre las dos, lo cual involucró al novio de Bella, John Cena, y al esposo de Maryse, The Miz. Esto llevó a un combate de equipo mixto entre las dos parejas en WrestleMania 33, en el que Cena y Bella salieron victoriosas. Después del partido, Cena le propuso legítimamente matrimonio a Bella, el cual ella aceptó. El 4 de abril, Bella anunció a través de su cuenta de Instagram que se tomaría un tiempo fuera de la lucha libre.
The Bella Twins hicieron una aparición en el 25th Anniversary of Raw el 22 de enero de 2018. Pocos días después, tanto Nikki como Brie compitieron en el primer Royal Rumble de mujeres en el Royal Rumble de 2018, donde Nikki ingresó en el número 27, con una duración de 16:30, y fue la última mujer eliminada por la eventual ganadora Asuka. En agosto, ambas gemelas hicieron su aparición en el programa SummerSlam, mostrando su apoyo a Ronda Rousey en su combate con Alexa Bliss.
En septiembre, The Bella Twins volvieron a Raw y comenzaron una enemistad con The Riott Squad (Ruby Riott, Liv Morgan y Sarah Logan) por la cual obtuvieron victorias en varios partidos de equipo e individuales. Para igualar las probabilidades, Ronda Rousey se alineó con The Bella Twins, y el trío fue capaz de derrotar a The Riott Squad en WWE Super Show-Down en un partido de seis mujeres. Dos días después en Raw, después de derrotar a The Riott Squad en una revancha, Nikki atacó a Rousey, con Brie más tarde haciendo lo mismo, convirtiéndose en villanas por primera vez desde 2015. Más tarde esa noche, se anunció que Nikki se enfrentaría a Rousey por el Raw Women's Championship del WWE Evolution, en el que no tuvo éxito.

#### Apariciones esporádicas y salida de WWE (2019–2023)
El 20 de junio de 2019, se anunció que se había encontrado un quiste en su cerebro, terminando así su carrera en el ring.
En la edición del 21 de febrero de 2020 de SmackDown, se anunció que Nikki y su hermana gemela Brie serán incluidas en el Salón de la Fama de la WWE, durante el segmento A Moment of Bliss. El 29 de enero del 2022, Nikki y Brie volvieron como apariciones sorpresas en el Royal Rumble femenino, Nikki logró eliminar a Alicia Fox, sin embargo, fue eliminada después por Brie.
El 23 de enero del 2023 se iniciaría una nueva polémica para la empresa en cuanto el trato hacia su división femenina, pese que ese día se celebró el treinta aniversario de Monday Night Raw, las apariciones de figuras femeninas del pasado fue nula a comparación de las figuras masculinas, siendo Alundra Blayze la única leyenda femenina que apareció a pesar de que The Bella Twins habían sido promocionadas para el show. Esa misma noche, Nikki y Brie decidieron tomar sus redes sociales para hablar sobre dicha problemática, aclarando que no pudieron presentarse debido a que la misma empresa las necesitaba para promocionar su reality, Total Bellas, no por decisión propia; por otro lado, nombraron a mujeres de su época y anteriores que fueron totalmente ignoradas por la empresa, debido a que no fueron exhibidas en los video tributos transmitidos a pesar de haber sido un show de tres horas de duración. Semanas después de este incidente, Nicole y Brianna se presentaron como The García Twins, revelando que no renovaron contrato con WWE.

## Otros medios
Antes de trabajar con la WWE, las gemelas aparecieron en Meet My Folks. Ambos gemelos también aparecieron en el video musical de «Right Side of the Bed» de la banda Atreyu. También aparecieron en el video musical de «Na Na» de Trey Songz en 2014. Los gemelos hicieron una aparición en la serie Ridiculousness de MTV en octubre de 2012.
Las gemelas invitadas protagonizaron la serie de televisión Psych, en el episodio de 2014, «A Nightmare on State Street». Nikki y Brie forman parte del reparto principal del reality show Total Divas,que comenzó a presentarse en julio de 2013, y también protagonizan su propio spin-off titulado Total Bellas, que se estrenó en E! el 5 de octubre de 2016. Nikki y Brie coprotagonizaron la película independiente de 2014 Confessions of a Womanizer,  y proporcionaron voces para la película de 2015 The Flintstones & WWE: Stone Age SmackDown!. Ambas gemelas aparecieron en el programa de la WWE en YouTube, The JBL & Cole Show. Ella apareció en el desfile Miss USA 2013 como una de los jueces celebridades. Aparecieron en los 2014 MTV Europe Music Awards, donde presentaron el premio a la Mejor Mujer. Las gemelas fueron nominados para los Teen Choice Awards 2015, un premio que más tarde ganaría en la ceremonia de 2016.
El 21 de noviembre de 2016, Nikki y Brie dieron a conocer su nuevo canal en YouTube, «The Bella Twins». El canal de las hermanas ofrece vídeos diarios de moda, belleza, viajes, fitness, relaciones y salud, además de video blogs diarios creados por las propias gemelas.
Las Bella Twins aparecieron en el video de YouTuber de iiSuperwomanii, «When Someone Tries to Steal Your BFF», el 2 de marzo de 2017.
El 6 de septiembre de 2017, Bella fue anunciada como una de las celebridades que competirían en la temporada 25 de Dancing with the Stars, siendo emparejada con el bailarín profesional Artem Chigvintsev. El 30 de octubre de 2017, Bella y Chigvintsev fueron eliminados de la competencia, terminando en el séptimo puesto.
El 1 de noviembre de 2017, Nikki y Brie lanzaron Birdiebee, una marca de ropa interior íntima y deportiva. La línea incluye intimates transitorios, ropa deportiva y ropa para el salón con el objetivo de «empoderar y educar a las mujeres al reflejar la pasión por la vida, la fortaleza, la salud, el bienestar de las gemelas y la diversión».
El 28 de enero de 2019, Nikki y Brie lanzaron Nicole + Brizee, una línea de belleza y cuerpo.
El 27 de marzo de 2019, Brie y Nikki lanzaron su propio podcast.
Bella ha aparecido en once videojuegos de la WWE. Hizo su debut en el videojuego en WWE SmackDown vs. Raw 2010 y aparece en WWE SmackDown vs Raw 2011, WWE 12 (DLC), WWE '13, WWE 2K14 (DLC), WWE 2K15, WWE 2K16, WWE 2K17, WWE 2K18, WWE 2K19, WWE 2K20 y WWE 2K23. El 23 de mayo de 2018, apareció en la edición de celebridades de Guerrero Ninja Americano: Ninja vs Ninja.

## Vida personal
En mayo de 2014, Nicole reveló en Total Divas que se había casado con un novio de la secundaria a la edad de 20 años; el matrimonio fue anulado tres años después.
Bella comenzó a salir con John Cena en 2012. La pareja se comprometió el 2 de abril de 2017, cuando Cena le propuso matrimonio después de su combate por equipos mixtos contra The Miz y Maryse en WrestleMania 33. El 15 de abril de 2018, la pareja anunció su separación y canceló su boda que estaba prevista para el 5 de mayo de 2018.
Empezó una relación con su pareja de Dancing with the Stars, el bailarín Artem Chigvintsev, desde enero de 2019. El 3 de enero de 2020, la pareja anunció su compromiso. El 29 de enero de 2020, Bella anunció que está esperando su primer hijo junto con su hermana gemela Brie, quien también anunció su embarazo el mismo día. El 11 de junio de 2020, en el final de la quinta temporada de Total Bellas, Nikki anunció el sexo del bebé, un niño. Dio a luz a Matteo Artemovich Chigvintsev el 31 de julio de 2020. La pareja se casó el 26 de agosto de 2022.
Artem fue arrestado por violencia domestica en 2024.

## Filmografía
| Cine       | Cine                                        | Cine                | Cine                                                                                              |
| Año        | Título                                      | Papel               | Notas                                                                                             |
| ---------- | ------------------------------------------- | ------------------- | ------------------------------------------------------------------------------------------------- |
| 2014       | Confessions of a Womanizer                  | Erica               | Comedia dramática dirigida y escrita por Miguel Ali.                                              |
| 2015       | The Flintstones & WWE: Stone Age SmackDown! | Nikki Boulder (voz) | Película animada directa a vídeo dirigida por Spike Brandt y Tony Cervone.                        |
| Televisión |                                             |                     |                                                                                                   |
| 2002/2003  | Meet My Folks                               | Desconocido         |                                                                                                   |
| 2011       | Clash Time                                  | Ella misma          | Episodio: «Turin» (temporada 1, episodio 9)                                                       |
| 2012       | Ridiculousness                              | Ella misma          |                                                                                                   |
| 2012       | Clash Time                                  | Ella misma          | Episode: «Mania Mania» (temporada 2, episodio 3)                                                  |
| 2013–2019  | Total Divas                                 | Ella misma          | Reparto principal (temporadas 1–8) Invitada (temporada 9) Productora ejecutiva                    |
| 2014       | Psych                                       | Ella misma          | Episodio: «A Nightmare on State Street» (temporada 8, episodio 9)                                 |
| 2015       | Unfiltered with Renee Young                 | Ella misma          | Episodio: «Nikki Bella» (temporada 1, episodio 10)                                                |
| 2016–2021  | Total Bellas                                | Ella misma          | Reparto principal (temporada 1–presente) Productora ejecutiva                                     |
| 2017       | Dancing with the Stars                      | Ella misma          | Temporada 25                                                                                      |
| 2018       | Celebrity Ninja Warrior                     | Ella misma          | Edición especial de celebridades de American Ninja Warrior para recaudar dinero para Red Nose Day |
| 2018       | Drop the Mic                                | Ella misma          | Episodio: «WWE Superstars vs. GLOW / Laila Ali vs. Chris Jericho» (temporada 2, episodio 9)       |
| 2018       | Miz & Mrs.                                  | Ella misma          | Episode: «A Simple Mizunderstanding»                                                              |

### Vídeos musicales
| Año  | Título                | Artista      |
| ---- | --------------------- | ------------ |
| 2004 | Right Side of the Bed | Atreyu       |
| 2014 | Na Na                 | Trey Songz   |
| 2017 | Hollywood             | Sophia Grace |

## Campeonatos y logros
- Guinness World Records

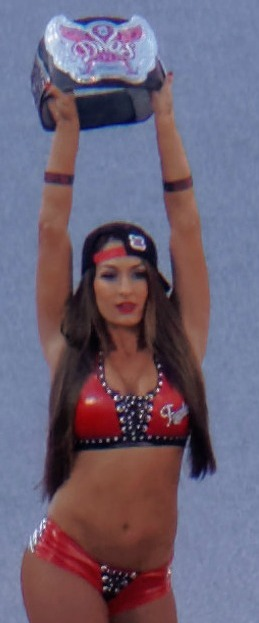
Bella es bicampeona y la del reinado más largo del Divas Championship.

  - Récord mundial: reinado más largo del Campeonato de Divas de la WWE[225]
- Pro Wrestling Illustrated
  - Clasificada en el puesto 1 de las 50 mejores luchadoras en el PWI Female 50 en 2015.[226]
- Rolling Stone
  - Diva del año (2015)[15]
  - Luchadora con mejor progreso (2015)[227]
- Teen Choice Awards
  - Mejor atleta femenina (2016) – con Brie Bella[16]
- Wrestling Observer Newsletter
  - Peor rivalidad del año (2014) Brie vs. Nikki[228]
  - Peor rivalidad del año (2015) Team PCB vs. Team B.A.D. vs. Team Bella[229]
  - Peor lucha del año (2013) con Cameron, Eva Marie, JoJo, Naomi, y Natalya vs. AJ Lee, Aksana, Alicia Fox, Kaitlyn, Rosa Mendes, Summer Rae y Tamina Snuka el 24 de noviembre[230]
- WWE
  - WWE Divas Championship (2 veces)[231]
  - Slammy Awards (2 veces)
    - Diva del año (2013, 2015) – el premio de 2013 fue compartido con Brie Bella[99][232]

  - WWE Hall of Fame (Class of 2020)